# 高橋拓也 (ラグビー選手)
高橋拓也（たかはし たくや、1992年3月6日 - ）は、ラグビーユニオン選手。

## 略歴
黒沢尻工業高校では、花園（全国高等学校ラグビーフットボール大会）にも出場した。
2010年、釜石シーウェイブスに加入。
2012年10月28日に行われたトップイーストリーグDiv.1第7節の秋田ノーザンブレッツラグビーフットボールクラブ戦で、控えから公式戦初出場を果たした。
2014年、同年度のほとんどの試合に出場してチームのトップチャレンジとトップリーグ入れ替え戦出場に貢献した。また同年にトップリーグの東芝ブレイブルーパス とヤマハ発動機ジュビロ にそれぞれ国内留学した。
2025年5月、日本製鉄釜石シーウェイブスを退団。